# Polyglotta Africana
 (août 2023).
La mise en forme du texte ne suit pas les recommandations de Wikipédia : il faut le « wikifier ».
Les points d'amélioration suivants sont les cas les plus fréquents. Le détail des points à revoir est peut-être précisé sur la page de discussion.
- Les titres sont pré-formatés par le logiciel. Ils ne sont ni en capitales, ni en gras.
- Le texte ne doit pas être écrit en capitales (les noms de famille non plus), ni en gras, ni en italique, ni en « petit »…
- Le gras n'est utilisé que pour surligner le titre de l'article dans l'introduction, une seule fois.
- L'italique est rarement utilisé : mots en langue étrangère, titres d'œuvres, noms de bateaux, etc.
- Les citations ne sont pas en italique mais en corps de texte normal. Elles sont entourées par des guillemets français : « et ».
- Les listes à puces sont à éviter, des paragraphes rédigés étant largement préférés. Les tableaux sont à réserver à la présentation de données structurées (résultats, etc.).
- Les appels de note de bas de page (petits chiffres en exposant, introduits par l'outil «  Source ») sont à placer entre la fin de phrase et le point final[comme ça].
- Les liens internes (vers d'autres articles de Wikipédia) sont à choisir avec parcimonie. Créez des liens vers des articles approfondissant le sujet. Les termes génériques sans rapport avec le sujet sont à éviter, ainsi que les répétitions de liens vers un même terme.
- Les liens externes sont à placer uniquement dans une section « Liens externes », à la fin de l'article. Ces liens sont à choisir avec parcimonie suivant les règles définies. Si un lien sert de source à l'article, son insertion dans le texte est à faire par les notes de bas de page.
- La présentation des références doit suivre les conventions bibliographiques. Il est recommandé d'utiliser les modèles {{Ouvrage}}, {{Chapitre}}, {{Article}}, {{Lien web}} et/ou {{Bibliographie}}. Le mode d'édition visuel peut mettre en forme automatiquement les références.
- Insérer une infobox (cadre d'informations à droite) n'est pas obligatoire pour parachever la mise en page.

Pour une aide détaillée, merci de consulter Aide:Wikification.
Si vous pensez que ces points ont été résolus, vous pouvez retirer ce bandeau et améliorer la mise en forme d'un autre article.
Polyglotta Africana est une étude publiée en 1854 par le missionnaire allemand Sigismond Wilhelm Koelle (1823-1902), dans laquelle l'auteur compare 280 mots de 200 langues et dialectes africains (soit environ 120 langues distinctes selon la classification actuelle ; plusieurs variétés considérées comme distinctes par Il a été démontré plus tard que Koelle appartenait à la même langue). En tant qu’étude comparative, c’était une avancée majeure à l’époque.
Koelle a basé son matériel sur des observations de première main, principalement auprès d'esclaves affranchis à Freetown, en Sierra Leone. Il a transcrit les données en utilisant une écriture phonétique uniforme. Les transcriptions de Koelle n'étaient pas toujours exactes ; par exemple, il confondait constamment [s] avec [z] et [tʃ] avec [dʒ] . Ses données étaient cependant suffisamment cohérentes pour permettre des regroupements de langues basés sur des ressemblances de vocabulaire. Notamment, les groupes qu'il a constitués correspondent dans un certain nombre de cas à des groupes modernes :
- Atlantique du Nord-Ouest — Atlantique
- Nord-Ouest du Haut Soudan/Mandenga — Mandé
- Nord-Est du Haut Soudan — Gur

Bien que l'étude de Koelle ne soit pas la première de ce type comparant différentes langues africaines, (par exemple, un missionnaire appelé John Clarke avait produit un ouvrage similaire en 1848, et encore plus tôt, Hannah Kilham avait produit ses Spécimens de langues africaines, parlées). dans la colonie de Sierra Leone en 1828), mais il surclasse tous les autres par sa précision et sa rigueur et s'avère encore utile aujourd'hui.

## Valeur de l'œuvre
La Polyglotta Africana fut le deuxième ouvrage réalisé par Koelle au cours de ses cinq années en Sierra Leone, le premier étant une grammaire de la langue Vai en 1849. L'idée était d'utiliser le fait que la Sierra Leone était un creuset d'anciens esclaves de toute l'Afrique pour dresser une liste de 280 mots de base (une sorte de première liste Swadesh ) dans quelque 160 langues et dialectes. Ceux-ci ont ensuite été regroupés autant que possible en familles. La plupart des informateurs qui ont contribué à ce travail venaient d'Afrique de l'Ouest, mais il y en avait aussi d'autres venant d'aussi loin que le Mozambique. Une zone qui manquait était la côte swahili du Kenya et de la Tanzanie, car il semble que les esclaves de cette région étaient généralement emmenés vers le nord, vers Zanzibar et l'Arabie plutôt que vers le sud, vers l'Amérique et le Brésil. Les prononciations de tous les mots étaient soigneusement notées à l'aide d'un alphabet similaire, mais non identique, à celui conçu par Karl Richard Lepsius, qui n'était pas encore disponible à cette époque. Le nom du livre a été imité d'un ouvrage bien connu intitulé Asia Polyglotta (1823) du savant allemand Julius Klaproth.
La valeur de la liste n'est pas seulement linguistique, puisque l'ouvrage n'inclut pas seulement les mots eux-mêmes, mais Koelle a également ajouté une courte biographie de chaque informateur, avec des informations géographiques sur leur lieu d'origine et une indication du nombre d'autres personnes qu'ils connaissaient. en Sierra Leone qui parlait la même langue. Ces informations, combinées à un recensement de la Sierra Leone réalisé en 1848, se sont révélées inestimables pour les historiens qui étudient la traite négrière africaine au XIXe siècle. Parmi les 210 informateurs, il y avait 179 anciens esclaves (dont deux femmes), tandis que le reste était pour la plupart des commerçants ou des marins. Une analyse des données montre que les informateurs de Koelle étaient généralement des hommes d'âge moyen ou âgés qui vivaient à Freetown depuis dix ans ou plus. Les trois quarts des anciens esclaves avaient quitté leur pays depuis plus de dix ans, et la moitié depuis plus de vingt ans ; et les trois quarts des informateurs avaient plus de 40 ans. Une autre facette intéressante du livre est la manière dont les informateurs ont été réduits en esclavage. Certains avaient été capturés à la guerre, certains kidnappés, certains vendus par un parent, d'autres condamnés pour dette ou condamnés pour un crime.
Un livre est accompagné d'une carte de l'Afrique montrant l'emplacement approximatif, autant que possible, de chaque langue, préparée par le cartographe August Heinrich Petermann.

## La transcription
L'objectif de Koelle était de ne pas utiliser de documents déjà publiés sur les langues qu'il écrivait, mais d'atteindre l'uniformité en ayant une seule personne utilisant un seul système phonétique pour chaque langue. L'orthographe qu'il choisit finalement, après discussions à Londres, n'était pas celle de Karl Richard Lepsius (comme on le prétend parfois), puisqu'elle n'avait pas encore été publiée, mais était basée sur un court document publié en 1848 par Henry Venn du Church Missionary. Société intitulée Règles pour réduire les langues non écrites à l'écriture alphabétique en caractères romains avec référence spécialement aux langues parlées en Afrique. L'objectif était de produire un système d'orthographe pratique simple à des fins pédagogiques avec l'utilisation du moins de signes diacritiques possible. Koelle, cependant, recherchait un système phonétique plus précis et ajoutait des signes diacritiques. Il a conservé sept des huit voyelles du système de Venn ( i, e, ẹ, a, ọ, o, u, en omettant ạ comme dans « mais ») mais a ajouté des marques de longueur, un point pour la nasalisation et un accent pour indiquer l'élément proéminent. syllabe. (Contrairement à l'alphabet de Lepsius, les ẹ et ọ pointillés sont des sons ouverts et non fermés. ) Il a modifié l'alphabet de Venn en écrivant dṣ pour le son de « juge » ou « église » (confondant apparemment ces deux), et n suivi d'un point ( n˙ ) pour le son « ng » de « chanter ». Lorsque Koelle apprit l'alphabet de Lepsius en 1854, il l'utilisa immédiatement dans sa grammaire Kanuri, dans laquelle il écrivit :
"Je regrette beaucoup que ce système n'ait pas été proposé plus tôt, de sorte que j'aurais pu l'adopter également dans ma Vei-Grammar et ma Polyglotta Africana. Heureusement, cependant, l'orthographe que j'ai employée dans ces livres se rapproche déjà beaucoup du système du Prof. Lepsius, de manière à ne nécessiter que quelques modifications mineures. "
Dans l'introduction, Koelle nous dit qu'il souhaitait une sélection de mots suffisamment simples pour que chaque informateur puisse être interrogé au cours d'une seule journée, et pour cette raison il a omis les pronoms, qui auraient pris beaucoup plus de temps à obtenir. Il ajoute que quelques années plus tôt lors de longues vacances, il avait dressé une liste similaire, de seulement 71 langues, et qu'en dressant la liste actuelle, il avait tiré les leçons de cette expérience.
La liste actuelle (l'orthographe est celle de Koelle) est la suivante :
  
1. One
2. Two
3. Three
4. Four
5. Five
6. Six
7. Seven
8. Eight
9. Nine
10. Ten
11. Eleven
12. Twelve
13. Thirteen
14. Fourteen
15. Fifteen
16. Sixteen
17. Seventeen
18. Eighteen
19. Nineteen
20. Twenty
21. Man
22. Woman
23. Boy
24. Girl
25. Father
26. Mother
27. Grandfather
28. Grandmother
29. Son
30. Daughter
31. Elder Brother
32. Younger Brother
33. Elder Sister
34. Younger Sister
35. Friend
36. Stranger
37. King
38. Male Slave
39. Female Slave
40. Doctor
41. Medicine
42. Head
43. Hair
44. Face
45. Forehead
46. Nose
47. Eye
48. Ear
49. Mouth
50. Tooth
51. Tongue
52. Throat
53. Gullet
54. Neck
55. Shoulder
56. Arm
57. Arm between Shoulder and Elbow
58. Arm between Elbow and Wrist
59. Leg
60. Outer Hand, or Hand
61. Inner Hand
62. Foot, or Instep of the Foot
63. Foot-sole
64. Finger
65. Toe
66. Elbow
67. Rib
68. Chest
69. Female breast
70. Belly
71. Navel
72. Thigh
73. Knee
74. Heel
75. Nail (of Finger and Toe)
76. Skin
77. Bone
78. Vein
79. Blood
80. Itch
81. Small-pox
82. Hat
83. Cap
84. Shoe
85. Shirt
86. Trousers
87. Waist-cloth
88. Town (Village)
89. Market
90. House
91. Door
92. Doorway
93. Bed
94. Mat
95. Knife
96. Spoon
97. Ear-ring
98. Armlet or Bracelet
99. Pot
100. Calabash
101. Gun
102. Powder
103. Sword
104. Spear
105. Bow
106. Arrow
107. Quiver
108. War
109. God
110. Devil
111. Idol
112. Greegree
113. Sacrifice
114. Heaven (sky)
115. Hell
116. Fire
117. Water
118. Soup
119. Meat (often Animal)
120. Salt
121. Gold
122. Iron
123. Stone
124. Hoe
125. Axe
126. Book
127. Ink
128. Sun
129. Moon (? full)
130. New Moon
131. Day
132. Night
133. Dry Season
134. Rainy Season
135. Rain
136. Dew
137. Coal
138. Smoke
139. Soap
140. Sand
141. Canoe
142. Bench, Chair
143. Needle
144. Thread
145. Rope
146. Chain (Fetters?)
147. Drum
148. Tree
149. Firewood
150. Walking-stick
151. Leaf
152. Root
153. Palm-tree
154. Palm-Oil
155. Guinea-Corn (bearing like Maize)
156. Kuskus (bearing like Oats)
157. Cotton
158. Cotton-plant (a Shrub)
159. Cotton-tree
160. Camwood
161. Rice (uncooked)
162. Yam
163. Cassada
164. Ground-nut
165. Pepper
166. Onion
167. Maize
168. Beans
169. Farm
170. Forest
171. Horse
172. Mare
173. Cow
174. Bull
175. Milk
176. Butter
177. Ewe (Sheep)
178. Ram (Sheep)
179. Goat
180. Buck
181. Cat
182. Rat
183. Pig
184. Bat
185. Pigeon
186. Parrot
187. Fowl (Hen)
188. Cock
189. Egg
190. Bird
191. Fish
192. Serpent
193. Scorpion
194. Mosquito
195. Butterfly
196. Spider
197. Wasp
198. Bee
199. Honey
200. Lion
201. Leopard
202. Elephant
203. Ivory
204. Alligator
205. Monkey
206. Chamelion
207. Lizard (the common one)
208. The large red-headed Lizard
209. Toad
210. Frog
211. Dog
212. Great, large
213. Little, small
214. White
215. Black
216. White Man
217. Black Man (Negro)
218. Good
219. Bad
220. Old
221. New (young)
222. Sick
223. Well
224. Hot
225. Cold
226. Wet
227. Dry
228. Greedy
229. Stupid
230. Rich
231. Poor
232. Straight
233. Crooked (bent)
234. I go
235. I come
236. I run
237. I stop
238. I sit down
239. I lie down
240. I breathe
241. I cough
242. I sneeze
243. I snore
244. I laugh
245. I weep
246. I kneel
247. I dream
248. I sleep
249. I die
250. I fall
251. I rise
252. I speak
253. I hear
254. I beg
255. I bathe (wash myself)
256. I see
257. I take
258. I buy
259. I sell
260. I love thee
261. I give thee
262. I eat rice (yam)
263. I drink water
264. I cook meat
265. I kill a fowl
266. I cut a tree
267. I flog a child
268. I catch a fish
269. I break a stick
270. I call a slave
271. I cover a pot
272. I sew a shirt (cloth)
273. I pray to God (beg God)
274. I play
275. I do not play
276. I dance
277. I do not dance
278. Yesterday
279. Today
280. To-morrow

## Les langues
Comme le montre la liste des langues et des pays ci-dessous, la plupart des langues de Koelle provenaient d'Afrique de l'Ouest. Cela est principalement dû au fait que la majorité des esclaves eux-mêmes interceptés par la marine britannique et emmenés en Sierra Leone étaient originaires de cette région. Un autre facteur est que le nombre de langues différentes en Afrique de l’Ouest est plus important que dans d’autres régions d’Afrique. Par exemple, le Cameroun à lui seul compterait 255 langues différentes. Une zone manquante est la côte swahili du Kenya et de la Tanzanie, apparemment parce que les esclaves interceptés là-bas n'étaient pas emmenés en Sierra Leone mais à Zanzibar.
Les noms des langues de Koelle sont donnés dans la colonne de gauche du tableau ci-dessous : certains signes diacritiques (comme le point sous ẹ et ọ, et l'accent aigu) ont été omis. Les regroupements sont ceux de Koelle. Les plus grands groupes sont subdivisés par Koelle en groupes plus petits, qui ne figurent pas dans le tableau.
Les noms entre crochets tels que [Aku] sont des sous-titres d'un groupe de langues et ne contiennent eux-mêmes aucun mot. Le nombre de langues ou de dialectes représentés sur chaque double page du livre de Koelle est donc exactement de 200, répartis en quatre colonnes de 50 langues chacune.
| Koelle's Name                            | Modern Name                  | Country                                    |
| ---------------------------------------- | ---------------------------- | ------------------------------------------ |
| I. North-West Atlantic                   |                              |                                            |
| Fulup                                    | Dyola (Huluf)                | Senegal                                    |
| Fīlham                                   | Dyola (Filham)               | Senegal                                    |
| Bōla                                     | Mankanya (Bulama)            | Senegal                                    |
| Sarār                                    | Mankanya (Sadar)             | Senegal                                    |
| Pepēl                                    | Pepel, Papel                 | Guinea-Bissau                              |
| Kanyōp                                   | Mandyak / Manjak / Kanyop    | Guinea-Bissau, Senegal                     |
| Biāfada                                  | Biafada / Bidyola            | Guinea-Bissau                              |
| Padṣāde                                  | Badyar, Badyara / Padjade    | Guinea, Guinea-Bissau                      |
| Baga                                     | Baga (Koba)                  | Guinea                                     |
| Timne                                    | Temne (Western)              | Sierra Leone                               |
| Bulom                                    | Bullom (Kafu)                | Sierra Leone                               |
| Mampa                                    | Bullom (Sherbro)             | Sierra Leone                               |
| Kisi                                     | Kissi                        | Guinea, Sierra Leone, Liberia              |
|                                          |                              |                                            |
| II. North-western High Sudan or Mandenga |                              |                                            |
| Mandenga                                 | Mandinka                     | The Gambia, Senegal, Guinea-Bissau, Guinea |
| Kābunga                                  | Mandinka (Sidyanka?)         | Guinea-Bissau                              |
| Toronka                                  | Mandinka (Toronka)           | Guinea                                     |
| Dṣalunka                                 | Mandinka (Futa Jallon)       | Guinea                                     |
| Kankanka                                 | Mandinka (Kankanka)          | Guinea                                     |
| Bambara                                  | Bambara                      | Mali                                       |
| Vei                                      | Vai                          | Liberia, Sierra Leone                      |
| Kono                                     | Kono                         | Sierra Leone                               |
| Soso                                     | Susu-Yalunka ?               | Sierra Leone                               |
| Sōlīma                                   | Yalunka (Sulima)?            | Sierra Leone                               |
| Kisekise                                 | Susu dial.                   | Guinea                                     |
| Tēne                                     | Susu dial.                   | Guinea                                     |
| Gbandi                                   | Bandi                        | Sierra Leone, Liberia                      |
| Landōṛo                                  | Loko (Landogo)               | Sierra Leone                               |
| Mende                                    | Mende                        | Sierra Leone                               |
| Gbese                                    | Kpelle / Gerze               | Guinea, Liberia                            |
| Tōma                                     | Loma / Toma / Buzi           | Guinea, Liberia                            |
| Mano                                     | Manon / Mano / Ma            | Liberia                                    |
| Gīo                                      | Dan / Gio                    | Liberia                                    |
|                                          |                              |                                            |
| III. Upper Guinea or Middle Coast        |                              |                                            |
| Dēwoi                                    | De / Dewoi                   | Liberia                                    |
| Basa                                     | Bassa (of Liberia)           | Liberia                                    |
| Kra                                      | Kra / Kru                    | Liberia                                    |
| Krēbo                                    | Grebo                        | Liberia                                    |
| Gbē                                      | Ge or Sikon                  | Liberia                                    |
| Adampe                                   | Ewe-Fon (Ewe dial.)          | Ghana                                      |
| An˙fūe                                   | Ewe-Fon (Aja)                | Benin                                      |
| Hwida                                    | Ewe-Fon (Hweda)              | Benin                                      |
| Dahōme                                   | Ewe-Fon (Fon)                | Benin                                      |
| Māḥi                                     | Ewe-Fon (Maxi)               | Benin                                      |
| [Akū]                                    | Yoruba                       | Nigeria                                    |
| Ota                                      | Yoruba (Egbado)              | Nigeria                                    |
| Egba                                     | Yoruba (Egba)                | Nigeria                                    |
| Īdṣeṣa                                   | Yoruba (Ijesha)              | Nigeria                                    |
| Yorūba                                   | Yoruba (Oyo)                 | Nigeria                                    |
| Yāgba                                    | Yoruba (Yagba)               | Nigeria                                    |
| Ekī                                      | Yoruba (Bunu)                | Nigeria                                    |
| Dṣumu                                    | Yoruba (Jumu)                | Nigeria                                    |
| Oworo                                    | Yoruba (Aworo)               | Nigeria                                    |
| Dṣebu                                    | Yoruba (Ijebu)               | Nigeria                                    |
| Īfe                                      | Yoruba (Ife)                 | Nigeria                                    |
| Ondō                                     | Yoruba (Ondo)                | Nigeria                                    |
| Dṣēkiri                                  | Yoruba (Jekri)               | Nigeria                                    |
| Igala                                    | Igala                        | Nigeria                                    |
|                                          |                              |                                            |
| IV. North-Eastern High Sudan             |                              |                                            |
| Mōse                                     | More (Mossi)                 | Burkina Faso                               |
| Dṣelan˙a                                 | Yom                          | Benin                                      |
| Gurēṣa                                   | Buli                         | Ghana                                      |
| Gurma                                    | Gurma                        | Burkina Faso, Togo, Benin, Niger           |
| Lēgba                                    | Logba                        | Ghana                                      |
| Kaure                                    | Kabre, Kabiye                | Togo                                       |
| Kīamba                                   | Tem                          | Togo                                       |
| Koāma                                    | Sisala, Sisaala?             | Ghana, Burkina Faso                        |
| Bagbalan˙                                | Sisala, Sisaala?             | Ghana, Burkina Faso                        |
| Kasm                                     | Kasem, Kassena               | Ghana, Burkina Faso                        |
| Yūla                                     | Kasem                        | Ghana, Burkina Faso                        |
|                                          |                              |                                            |
| V. Niger-Delta                           |                              |                                            |
| Īsoāma                                   | Igbo (Isu-Ama)               | Nigeria                                    |
| Iṣiēle                                   | Igbo (Ishielu)               | Nigeria                                    |
| Abādṣa                                   | Igbo (Abaja)                 | Nigeria                                    |
| Āro                                      | Igbo (Aro)                   | Nigeria                                    |
| Mbofīa                                   | Igbo (Mbofia)                | Nigeria                                    |
| Sōbo                                     | Urhobo / Sobo                | Nigeria                                    |
| Egbēle                                   | Kukuruku                     | Nigeria                                    |
| Bini                                     | Edo / Bini                   | Nigeria                                    |
| Īhewe                                    | Ishan / Esan                 | Nigeria                                    |
| Olōma                                    | Kukuruku dial.               | Nigeria                                    |
| Okulōma                                  | Ijaw (Kolokuma)              | Nigeria                                    |
| Ūdṣo                                     | Ijaw (Western)               | Nigeria                                    |
|                                          |                              |                                            |
| VI. Niger-Dschadda                       |                              |                                            |
| Nūpe                                     | Nupe                         | Nigeria                                    |
| Kupa                                     | Kupa                         | Nigeria                                    |
| Eṣitāko                                  | Dibo / Zitako                | Nigeria                                    |
| Musu                                     | Gbari / Gwari                | Nigeria                                    |
| [Goāli]                                  | Gbari / Gwari                | Nigeria                                    |
| Gūgu                                     | Gbari / Gwari                | Nigeria                                    |
| ‘Puka                                    | Gbari / Gwari                | Nigeria                                    |
| Basa                                     | Bassa-Nge ?                  | Nigeria                                    |
| Ebē                                      | Ebe / Asu                    | Nigeria                                    |
| Opanda                                   | Ebira / Igbirra (Panda)      | Nigeria                                    |
| Īgu                                      | Ebira / Igbirra (Igu)        | Nigeria                                    |
| Egbīra-Hīma                              | Ebira / Igbirra (Hima)       | Nigeria                                    |
|                                          |                              |                                            |
| VII. Central African                     |                              |                                            |
| Budūma                                   | Yedina / Buduma              | Chad, Cameroon, Nigeria                    |
| [Bornu]                                  | Kanuri                       | Nigeria                                    |
| Kānurī                                   | Kanuri (Kagama)              | Nigeria                                    |
| Muniō                                    | Kanuri (Manga)               | Nigeria, Niger                             |
| Ngurū                                    | Kanuri (Nguru)               | Nigeria                                    |
| Kānem                                    | Kanuri (Kanem)               | Chad                                       |
| Pīka                                     | Bole / Bolewa / Fika         | Nigeria                                    |
| Karēkare                                 | Karekare                     | Nigeria                                    |
| Bode                                     | Bade ?                       | Nigeria                                    |
| Ngōdṣin                                  | Ngizim ?                     | Nigeria                                    |
| Dōai                                     | Bade ?                       | Nigeria                                    |
|                                          |                              |                                            |
| VIII. Atam                               |                              |                                            |
| Ekamtulūfu                               | Nde                          | Nigeria                                    |
| Ūdom                                     | Nde                          | Nigeria                                    |
| Mbofōn                                   | Nde                          | Nigeria                                    |
| Ēafen˙                                   | Ekoi                         | Nigeria, Cameroon                          |
| Basa                                     | Bassa-Kaduna (Kontagora?)    | Nigeria                                    |
| Kāmuku                                   | Kamuku (Ucinda?)             | Nigeria                                    |
| Dṣuku                                    | Jukun                        | Nigeria                                    |
| Erēgba                                   | ‘Eregba’                     | Nigeria                                    |
|                                          |                              |                                            |
| IX. Mokō                                 |                              |                                            |
| Isūwu                                    | Suwu / Su                    | Cameroon                                   |
| Diwala                                   | Duala                        | Cameroon                                   |
| Ōrungu                                   | Myene, Rongo                 | Gabon                                      |
| Bāyon˙                                   | ? Limbum, Kwaja, Mbə         | Cameroon                                   |
| Pāti                                     | ? Limbum, Kwaja, Mbə         | Cameroon                                   |
| Kum                                      | Kako                         | Cameroon                                   |
| Bāgba                                    | Bati?                        | Cameroon                                   |
| Bālu                                     | Baba'                        | Cameroon                                   |
| Bāmom                                    | Bamum / Shu Paməm            | Cameroon                                   |
| Ngoāla                                   | Bangolan                     | Cameroon                                   |
| Mōmenya                                  | Menyam, Bamenyam             | Cameroon                                   |
| Pāpīaḥ                                   | Baba                         | Cameroon                                   |
| Pāṛam                                    | Məngaka                      | Cameroon                                   |
| Ngoten                                   | Eastern Manenguba            | Cameroon                                   |
| Melon˙                                   | Eastern Manenguba            | Cameroon                                   |
| N˙hālemōe                                | Western Manenguba            | Cameroon                                   |
| Bāseke                                   | Seki / Sekiyani              | Equatorial Guinea, Gabon                   |
|                                          |                              |                                            |
| X. Congo-Ngōla                           |                              |                                            |
| Kabenda                                  | Kakongo / Kikongo            | DR Congo                                   |
| Mimboma                                  | Central Kongo                | DR Congo                                   |
| Musentāndu                               | N.E. Kongo / Kintandu        | DR Congo                                   |
| Mbāmba                                   | North Teke                   | DR Congo, Gabon                            |
| Kanyīka                                  | Kanyok / Kanyoka             | DR Congo                                   |
| Nteṛe                                    | Tsaayi                       | DR Congo, Gabon                            |
| Mutsāya                                  | Laali                        | DR Congo, Gabon                            |
| Babuma                                   | Boõ                          | Republic of the Congo, DR Congo            |
| Būmbete                                  | Mbete                        | Republic of the Congo, Gabon               |
| Kasāndṣ                                  | Mbangala                     | Angola                                     |
| Nyombe                                   | Yombe                        | Republic of the Congo, DR Congo            |
| Basūnde                                  | Suundi                       | Republic of the Congo                      |
| Ngōla                                    | Kimbundu                     | Angola                                     |
| Pangēla                                  | Umbundu                      | Angola                                     |
| Lubalo                                   | Bolo                         | Angola                                     |
| Rūnda                                    | Ruund                        | DR Congo, Angola                           |
| Sōngo                                    | Nsongo / Songo               | Angola                                     |
| Kisāma                                   | Sama                         | Angola                                     |
|                                          |                              |                                            |
| XI. South-Eastern                        |                              |                                            |
| Mūntu                                    | Yao                          | Malawi, Mozambique                         |
| Kirīman                                  | Cuabo, Chuwabo, Chuwabu      | Mozambique                                 |
| Marāwi                                   | Nyanja (Chichewa)            | Malawi, Mozambique                         |
| Mēto                                     | Makua                        | Mozambique                                 |
| Mātatān                                  | Makua                        | Mozambique                                 |
| Nyambān                                  | Tonga (S62)                  | Mozambique                                 |
|                                          |                              |                                            |
| XII. Unclassified and Isolated           |                              |                                            |
| Wolof                                    | Wolof                        | Senegal, Gambia, Mauretania                |
| [Bidṣōgo]                                | Bidyogo (Bijago)             | Guinea-Bissau                              |
| Ankāras                                  | Bidyogo (Bijago)             | Guinea-Bissau                              |
| Wūn                                      | Bidyogo (Bijago)             | Guinea-Bissau                              |
| Gadṣāga                                  | Soninke / Gadyaga            | Mali, Senegal                              |
| Gura                                     | Gola                         | Liberia                                    |
| Banyūn                                   | Banyun / Bagnun /Banyum      | Senegal, Guinea-Bissau                     |
| Nalu                                     | Nalu                         | Guinea, Guinea-Bissau                      |
| Bulanda                                  | Balant (Balanta)             | Guinea-Bissau, The Gambia                  |
| Limba                                    | Limba (Sella)                | Sierra Leone, Guinea                       |
| Landōma                                  | Landoma                      | Guinea                                     |
| Asante                                   | Twi (Asante)                 | Ghana                                      |
| Barba                                    | Bargu / Bariba               | Benin                                      |
| Boko                                     | Busa (Boko) ?                | Nigeria                                    |
| Kandin                                   | Tamashek, Tamasheq (Tuareg)  | Algeria, Mali, Niger, Burkina Faso         |
| Tumbuktu                                 | Songhai                      | Mali                                       |
| Mandara                                  | Mandara, Wandala             | Cameroon, Nigeria                          |
| Bāgrmi                                   | Bagirmi                      | Chad                                       |
| [Housa]                                  | Hausa                        | Niger, Northern Nigeria                    |
| Kano                                     | Hausa (Kananci)              | Nigeria                                    |
| Kadzīna                                  | Hausa (Katsinanci)           | Nigeria                                    |
| [Pulō]                                   | Fula, Fulani, Fulde          | Senegal, Guinea, Nigeria                   |
| Timbō                                    | Fula (Futa Jallon)           | Guinea                                     |
| Sālum                                    | Fula (Senegal)               | Senegal                                    |
| Gōbūru                                   | Fula (Gobir / Sokoto)        | Nigeria                                    |
| Kano                                     | Fula (Kano)                  | Nigeria                                    |
| Yala                                     | Idoma (Yala)                 | Nigeria                                    |
| Anān˙                                    | Ibibio-Efik (Anang)          | Nigeria                                    |
| Dṣāwāra                                  | Jarawa / Jar                 | Nigeria                                    |
| Koro                                     | Koro                         | Nigeria                                    |
| Hām                                      | Jaba / Ham (Hyam)            | Nigeria                                    |
| Akurākura                                | agwaGwune / Akunakuna        | Nigeria, Cameroon                          |
| Okām                                     | Mbembe (Wakande)             | Nigeria                                    |
| Yasgūa                                   | Yeskwa (Nyankpa)             | Nigeria                                    |
| N˙kī                                     | Boki / Nki / Bokyi           | Nigeria                                    |
| Kambāli                                  | Kambari                      | Nigeria                                    |
| Alege                                    | Alege                        | Nigeria                                    |
| Penin                                    | Mandi                        | Cameroon                                   |
| Bute                                     | Vute / Wute / Bute           | Cameroon, Gabon                            |
| Murūndo                                  | Lundu, Oroko                 | Cameroon                                   |
| Undāza                                   | Kota                         | Gabon                                      |
| Ndob                                     | Tikar, Ndop                  | Cameroon                                   |
| Tumu                                     | Tikar, Twumwu                | Cameroon                                   |
| N˙kele                                   | Kele (Ngom?)                 | Gabon                                      |
| Kongūan˙                                 | Banyangi, Kenyang            | Cameroon                                   |
| Mbarīke                                  | Kutev / Mbarike / Kuteb      | Nigeria                                    |
| Tiwi                                     | Tiv                          | Nigeria                                    |
| Borītsu                                  | Boritsu / Yukuben            | Nigeria                                    |
| Āfudu                                    | Afudu (a dialect of Tangale) | Nigeria                                    |
| Mfūt                                     | Kaalong                      | Cameroon                                   |
| Mbē                                      | Bakongwang                   | Cameroon                                   |
| Nṣo                                      | Nso, Nsaw                    | Cameroon                                   |
| [Arabic]                                 | Arabic                       |                                            |
| Ṣōa                                      | Arabic (Shuwa)               | Chad                                       |
| Wadai                                    | Arabic                       | Chad                                       |
| Ādirar                                   | Arabic                       | Mali                                       |
| Bēṛān                                    | Arabic                       | Mali                                       |